# Batman: The Video Game
Batman: The Video Game är ett actionspel utvecklat av Sunsoft till NES och Game Boy, främst baserat på 1989 års långfilm med samma namn. NES-versionen innehåller fem olika nivåer innan den slutliga uppgörelsen med Jokern i klocktornet på Gotham Citys domkyrka.
I spelet har huvudkaraktären förutom sin fenomenala hoppförmåga tillgång till speciella vapen i sin kamp mot brottsligheten. Dessa används mot de fem olika bossarna man måste ta sig an i fem olika steg innan spelaren slutligen kan möta Jokern.

## Handling[3]
Platsen är en amerikansk metropol i en inte alltför avlägsen framtid. Medborgarna i Gotham city förbereder firande av stadens 200-årsjubileum. Men det är inte mycket att fira. Gotham City behärskas sedan flera år av kriminella och hänsynslösa skurkar med den vansinnige Jokern i spetsen. Den enda som kan befria staden från Jokern och hans anhang är Batman, eller Läderlappen som han tidigare kallades i Sverige. 

### Nivå 1: Batman börjar sin jakt på Jokern
Jakten går igenom Gothams gator och övergivna byggnadskomplex.

### Nivå 2: Batman bryter sig in på Axis Chemical
I den stora kemifabriken tillverkar Jokern sin hemska nervgas Smylex.

### Nivå 3: Jakten på Jokern
Genom en hemlig gång är Axis Chemical förbunden till Jokerns hemliga Laboratori.

### Nivå 4: Laboratoriet
Jokerns hemliga tillhåll är ett övergivet laboratorium i Gothams utkanter. Men Jokern själv är inte där!.

### Nivå 5: Konfrontationen
I Gothams stora katedral sker så slutligen mötet med Jokern.

### Fotnoter
1. 1 2 3  ”Batman: The Video Game”. NES DB. 28 februari 1989. Arkiverad från originalet den 11 mars 2015. https://web.archive.org/web/20150311182627/http://www.nesdb.se/game_more.php?id=141&rid=1. Läst 20 april 2014.
2. ↑  ”Batman - NES”. Angelfire.com. http://www.angelfire.com/film/batman/games/batman1/nes/batmannes.html. Läst 5 januari 2011.
3. ↑   Nintendo Magasinet Nr.1 1990.